# Роквілл (Коннектикут)
Роквілл (англ. Rockville) — переписна місцевість (CDP) в США, в окрузі Толленд штату Коннектикут. Населення — 7920 осіб (2020).

## Географія
Роквілл розташований за координатами 41°52′0″ пн. ш. 72°27′10″ зх. д. / 41.86667° пн. ш. 72.45278° зх. д. (41.866676, -72.452869).  За даними Бюро перепису населення США в 2010 році переписна місцевість мала площу 4,52 км², з яких 4,38 км² — суходіл та 0,14 км² — водойми.

## Демографія
Згідно з переписом 2010 року, у переписній місцевості мешкали 7474 особи в 3292 домогосподарствах у складі 1681 родини. Густота населення становила 1653 особи/км².  Було 3682 помешкання (814/км²).
Расовий склад населення:
| - 76,0 % — білих - 11,7 % — чорних або афроамериканців - 3,3 % — азіатів - 0,4 % — корінних американців - 0,1 % — вихідців з тихоокеанських островів - 4,5 % — осіб інших рас |

До двох чи більше рас належало 4,1 %. Частка іспаномовних становила 12,2 % від усіх жителів.
За віковим діапазоном населення розподілялося таким чином: 23,5 % — особи молодші 18 років, 64,4 % — особи у віці 18—64 років, 12,1 % — особи у віці 65 років та старші. Медіана віку мешканця становила 33,7 року. На 100 осіб жіночої статі у переписній місцевості припадало 91,0 чоловіків;  на 100 жінок у віці від 18 років та старших — 87,7 чоловіків також старших 18 років.
Середній дохід на одне домашнє господарство  становив 45 542 долари США (медіана — 36 778), а середній дохід на одну сім'ю — 48 701 долар (медіана — 37 646). Медіана доходів становила 44 000 доларів для чоловіків та 38 401 долар для жінок. За межею бідності перебувало 18,0 % осіб, у тому числі 24,0 % дітей у віці до 18 років та 13,2 % осіб у віці 65 років та старших.
Цивільне працевлаштоване населення становило 3459 осіб. Основні галузі зайнятості: освіта, охорона здоров'я та соціальна допомога — 23,8 %, роздрібна торгівля — 15,3 %, виробництво — 14,5 %.